# Richard Marazano
Richard Marazano es un historietista francés, nacido en Fontenay-aux-Roses, cerca de Paris en el año 1971. Sus obras se han publicado en numerosos países europeos : Francia, España, Bélgica, Italia, Inglaterra, Alemania, Austria, Holanda, Suiza, Luxemburgo ...
Así como en Estados Unidos y China ...
Él fue discubrido por El autor Moebius quien le intruudicaba con variosos publicadores, y le ayudabaa mejorar sus ideas artísticas. También Richard Marazano hacia varios collaboracionnes con artistas españoles mayores como Victor Delafuente o Alfonso Font quien contribuyan mucho a mejorar sus ideas del uso de la tinta en el dibujo.  

## Premios
- 2006 : "Cuervos", recibe el premio Carolus Quintus del mejor tebeo en el salón de tebeo de Ganshoren, Bélgica.
- 2006 : "Cuervos", recibe el premio del mejor tebeo adaptable en ciné en el salón « Ciné y literatura » en Mónaco.
- 2007 : "Le Complexe du chimpanzé", recibe el premio del mejor tebeo en el Salón de tebeo de Lyon.
- 2008 : "Le Complexe du chimpanzé", recibe el premio del mejor tebeo y el premio del mejor guion en el "festival du Bourget", Francia.
- 2008 :" Genetiks" recibe el premio "Bob-Morane" del mejor tebeo francófono.
- 2008 : "Chaabi", la révolte, recibe el premio Bob-Morane del mejor tebeo interfestival de Chambéry, Francia.
- 2009 : "Chaabi", la révolte T.2 recibe el premio « bonne mine » del mejor tebeo en el salón BDécines, Francia.
- 2012 : "S.A.M.i",  T.1 recibe el premio del "mejor tebeo de los colegiales" en el salón internacional de tebeo en Angoulême, Francia.
- 2012 : "S.A.M.i",  T.1 recibe el premio del "mejor tebeo de los colegiales" en el salón internacional de tebeo en Angoulême, Francia.
- 2011-2012 : S.A.M. T.1 recibe el premio « livrentête » del mejor tebeo por la unión nacional de la cultura y bilbiotecas para todos.
- 2012-2013 : Otaku recibe el premio de bronce del mejor manga internacional por el ministerio de cultura del Japón.

## Nominaciones
- 2004 : "Cuervos" está nombrado por el premio del mejor Guillon en el salón internacional de tebeo de Angoulême, Francia.
- 2006 : "Cuervos" está nombrado por el premio del mejor tebeo en el salón internacional de tebeo de Madrid, España.
- 2009-2010 : "Le Complexe du chimpanzé" T.1 et T.2 están nombrados por los Eagle Awards (U.K.) del mejor tebeo europeo, Inglaterra.
- 2010-2011 : "Le Rêve du papillon" T.1 está nombrado por el premio « livre en tête » duel major tebeo por la juventud por la "Union Nationale Culture et Bibliothèques pour tous", Francia
- 2011 : "Le Rêve du papillon" T.1 está nombrado por el premio del mejor tebeo por la juventud en el salón internacional de tebeo de Angoulême, Francia.
- 2011 : "Le Rêve du papillon" T.2 está nombrado por el gran premio de los lectores del "journal de Mickey", Francia.
- 2011-2012 : "S.A.M." T.1 está nombrado por el premio  « livre en tête » del mejor tebeo por la  "Union Nationale Culture et Bibliothèques pour tous", Francia.
- 2012 : "Le protocole pélican" T.1 está nombrado en la competición official del salón internacional de tebeo en Angoulême, Francia.
- 2012 :S.A.M. T1 está nombrado por el premio "Cezam" Île-de-France.

## Tebeos únicos
- "Aguirre, le principe de liberté", Carabas, 2008, Guillon : Richard Marazano - Dibujos : Gabriel Delmas
- "Le Bataillon des lâches", Carabas, 2000, Guillon , Dibujos y colorrs : Richard Marazano
- "Les Contes de par-ci par-là", Pointe Noire, 2002, Guillon : Bertrand Escaich - Dibujos : Abel Chen - Couleurs : Richard Marazano
- "Futuroscoop, Glénat", 1998, Guillon : : Claude Carré - Dibujos : Richard Marazano
- "Hanté", Soleil (collection « Hanté »), 2008, Guillon y Dibujos : Various artists
- "Humain trop humain", Le Cycliste, 1995, Guillon : Richard Marazano - Dibujos: Éric Derian
- "Jérusalem", Glénat (collection « Vécu »), 2008, Guillon :  : Richard Marazano - Dibujos : Patrick Pion - Couleurs : Walter
- "Minik", Dupuis (collection « Aire libre »), 2008, Guillon : Richard Marazano - Dibujos : Hippolyte
- "Vampires", Carabas, 2001, Guillon  : Richard Marazano - Dibujos : Tommy Lee Edwards

## Series
- "Blue Space", Guillon : Richard Marazano - Dibujos : Chris Lamquet
- "Chaabi, la révolte", Guillon : Richard Marazano - Dibujos : Xavier Delaporte
- " Le Complexe du chimpanzé", Script : Richard Marazano - Dibujos : Jean-Michel Ponzio
- "Cos & Mos", Guillon : Richard Marazano - Dibujos : Abel
- "Cuervos", Guillon : Richard Marazano - Dibujos : Michel Durand
- "Cutie B.", Guillon : Richard Marazano - Dibujos : Yishan Li
- "Dusk", Guillon : Richard Marazano - Dibujos : Christian Demetter
- "Eco Warriors", Guillon : Richard Marazano - Dibujos : Chris Lamquet
- " L’Expédition", Guillon : Richard Marazano - Dibujos : Marcelo Frusin
- "Genetiks", Guillon : Richard Marazano - Dibujos : Jean-Michel Ponzio
- "Guerrero", Guillon : Richard Marazano - Dibujos : Camille Legendre
- "Héloïse de Montfort", Guillon : Richard Marazano - Dibujos : Alfonso Font
- "Les Mémoires d’un gentilhomme corsaire", Guillon : Richard Marazano - Dibujos : Alfonso Font
- "Le Protocole Pélican", Guillon : Richard Marazano - Dibujos : Jean-Michel ponzio
- "Le Rêve du papillon", Guillon : Richard Marazano - Dibujos : Yin Luo
- "S.A.M.", Guillon : Richard Marazano - Dibujos : Xiao Shang
- "Sidney & Howell", Guillon : Richard Marazano - Dibujos : Nicolas Moraes
- "Le Syndrome d'Abe"l, Guillon :Xavier Dorison - Dibujos :  Richard Marazano
- "Tequila Desperados", Guillon : Richard Marazano
- "Zéro absolu", Guillon : Richard Marazano - Dibujos : Christophe Bec

- Datos: Q3431013
- Multimedia: Richard Marazano / Q3431013